# Rody Junior Effaghe
Rody Junior Effaghe (Libreville, 11 aprile 2004) è un calciatore gabonese, attaccante dell'Arīs Limassol e della nazionale gabonese.

## Carriera

### Club
Effaghe ha iniziato la sua carriera calcistica con la Dinamo-Auto dove ha debuttato il 31 luglio 2022 nell'incontro di Super Liga pareggiato 0-0 contro il Milsami Orhei. Nel 2023 è passato a titolo definitivo all'Homel'.

### Nazionale
Ha debuttato con la nazionale gabonese il 5 settembre 2024 nell'incontro di qualificazione per la Coppa d'Africa 2025 perso 4-1 contro il Marocco.

## Statistiche

### Presenze e reti nei club
Statistiche aggiornate al 6 settembre 2024.
| Stagione        | Squadra         | Campionato      | Campionato | Campionato | Coppe nazionali | Coppe nazionali | Coppe nazionali | Coppe continentali | Coppe continentali | Coppe continentali | Altre coppe | Altre coppe | Altre coppe | Totale | Totale | Totale |
| Stagione        | Squadra         | Comp            | Pres       | Reti       | Comp            | Pres            | Reti            | Comp               | Pres               | Reti               | Comp        | Pres        | Reti        | Pres   | Reti   |        |
| --------------- | --------------- | --------------- | ---------- | ---------- | --------------- | --------------- | --------------- | ------------------ | ------------------ | ------------------ | ----------- | ----------- | ----------- | ------ | ------ | ------ |
| 2022-2023       | Dinamo-Auto     | SL              | 14         | 3          | CM              | 0               | 0               | -                  | -                  | -                  | -           | -           | -           | 14     | 3      |        |
| 2023            | Homel'          | VL              | 23         | 5          | CB              | 0               | 0               | -                  | -                  | -                  | -           | -           | -           | 23     | 5      |        |
| 2024            | Homel'          | VL              | 18         | 13         | CB              | 2               | 4               | -                  | -                  | -                  | -           | -           | -           | 20     | 17     |        |
| Totale Homel'   | Totale Homel'   | Totale Homel'   | 41         | 18         |                 | 2               | 4               |                    | -                  | -                  |             | -           | -           | 43     | 22     |        |
| Totale carriera | Totale carriera | Totale carriera | 55         | 21         |                 | 2               | 4               |                    | -                  | -                  |             | -           | -           | 57     | 25     |        |

### Cronologia presenze e reti in nazionale
| Cronologia completa delle presenze e delle reti in nazionale ― Gabon | Cronologia completa delle presenze e delle reti in nazionale ― Gabon | Cronologia completa delle presenze e delle reti in nazionale ― Gabon | Cronologia completa delle presenze e delle reti in nazionale ― Gabon | Cronologia completa delle presenze e delle reti in nazionale ― Gabon | Cronologia completa delle presenze e delle reti in nazionale ― Gabon | Cronologia completa delle presenze e delle reti in nazionale ― Gabon | Cronologia completa delle presenze e delle reti in nazionale ― Gabon |
| Data                                                                 | Città                                                                | In casa                                                              | Risultato                                                            | Ospiti                                                               | Competizione                                                         | Reti                                                                 | Note                                                                 |
| -------------------------------------------------------------------- | -------------------------------------------------------------------- | -------------------------------------------------------------------- | -------------------------------------------------------------------- | -------------------------------------------------------------------- | -------------------------------------------------------------------- | -------------------------------------------------------------------- | -------------------------------------------------------------------- |
| 6-9-2024                                                             | Agadir                                                               | Marocco                                                              | 4 – 1                                                                | Gabon                                                                | Qual. Coppa d'Africa 2025                                            | -                                                                    | 65’                                                                  |
| 11-10-2024                                                           | Franceville                                                          | Gabon                                                                | 0 – 0                                                                | Lesotho                                                              | Qual. Coppa d'Africa 2025                                            | -                                                                    | 83’                                                                  |
| 15-10-2024                                                           | Durban                                                               | Lesotho                                                              | 0 – 2                                                                | Gabon                                                                | Qual. Coppa d'Africa 2025                                            | 1                                                                    | 71’                                                                  |
| 15-11-2024                                                           | Franceville                                                          | Gabon                                                                | 1 – 5                                                                | Marocco                                                              | Qual. Coppa d'Africa 2025                                            | -                                                                    | 69’                                                                  |
| 18-11-2024                                                           | Johannesburg                                                         | Rep. Centrafricana                                                   | 0 – 1                                                                | Gabon                                                                | Qual. Coppa d'Africa 2025                                            | -                                                                    | 65’                                                                  |
| Totale                                                               |                                                                      | Presenze                                                             | 5                                                                    |                                                                      | Reti                                                                 | 1                                                                    |                                                                      |